# Rytocnemis fuscosignata
Rytocnemis fuscosignata es una especie de coleóptero de la familia Scraptiidae.

## Distribución geográfica
Habita en Eritrea.